# Iwan Hecko
Iwan Mychajłowycz Hecko, ukr. Іван Михайлович Гецко, ros. Иван Михайлович Гецко, Iwan Michajłowicz Giecko (ur. 6 kwietnia 1968 w Dniepropietrowsku) – ukraiński piłkarz, grający na pozycji napastnika, reprezentant Ukrainy, trener piłkarski.

## Kariera piłkarska

### Kariera klubowa
Urodził się w Dniepropetrowsku, ale dzieciństwo spędził we wsi Ilnycia na Zakarpaciu, skąd pochodzą jego rodzice. Zaczynał trenować piłkę nożną w 1981 roku w DJuSSz w miasteczku Irszawa w obwodzie zakarpackim). Pierwszy trener Andrij Ujgeli. Uczył się w internacie sportowym we Lwowie. Został wybrany do symbolicznej jedenastki Karpat w historii Mistrzostw Ukrainy.

### Kariera reprezentacyjna
Występował w reprezentacji ZSRR oraz w reprezentacji Ukrainy.

## Kariera trenerska
Po zakończeniu kariery zawodniczej przeniósł się do Odessy, gdzie najpierw trenował klub Syhnał Odessa, a później został selekcjonerem klubu Czornomorca Odessa.

## Sukcesy i odznaczenia

### Sukcesy klubowe
- brązowy medalista Mistrzostw Ukrainy: 1998
- zdobywca Puchar Ukrainy: 1992
- mistrz Izraela: 1994
- zdobywca Pucharu Izraela: 1993

### Sukcesy indywidualne
- autor pierwszego gola w historii reprezentacji Ukrainy (29 kwietnia 1992 roku w meczu z Węgrami - 1:3)
- autor pierwszego hat-tricka w Mistrzostwach Ukrainy.
- jedyny piłkarz, który strzelił pokera 2 razy w Mistrzostwach Ukrainy.